# Epidapus tuberculatus
Epidapus tuberculatus är en tvåvingeart som beskrevs av Edwards 1927. Epidapus tuberculatus ingår i släktet Epidapus och familjen sorgmyggor. Inga underarter finns listade i Catalogue of Life.